# Ahmet İzzet Furgaç
Ahmed İzzet Bajá (1864-31 de marzo de 1937), llamado Ahmet İzzet Furgaç tras la instauración del apellido hereditario en Turquía en 1934, fue un militar otomano y turco de origen albanés que se distinguió durante la Primera Guerra Mundial. Desempeñó asimismo brevemente el cargo de gran visir del Imperio otomano (del 14 de octubre al 8 de noviembre de 1918) y fue el último ministro de Asuntos Exteriores del imperio.

## Origen y comienzos de su carrera militar

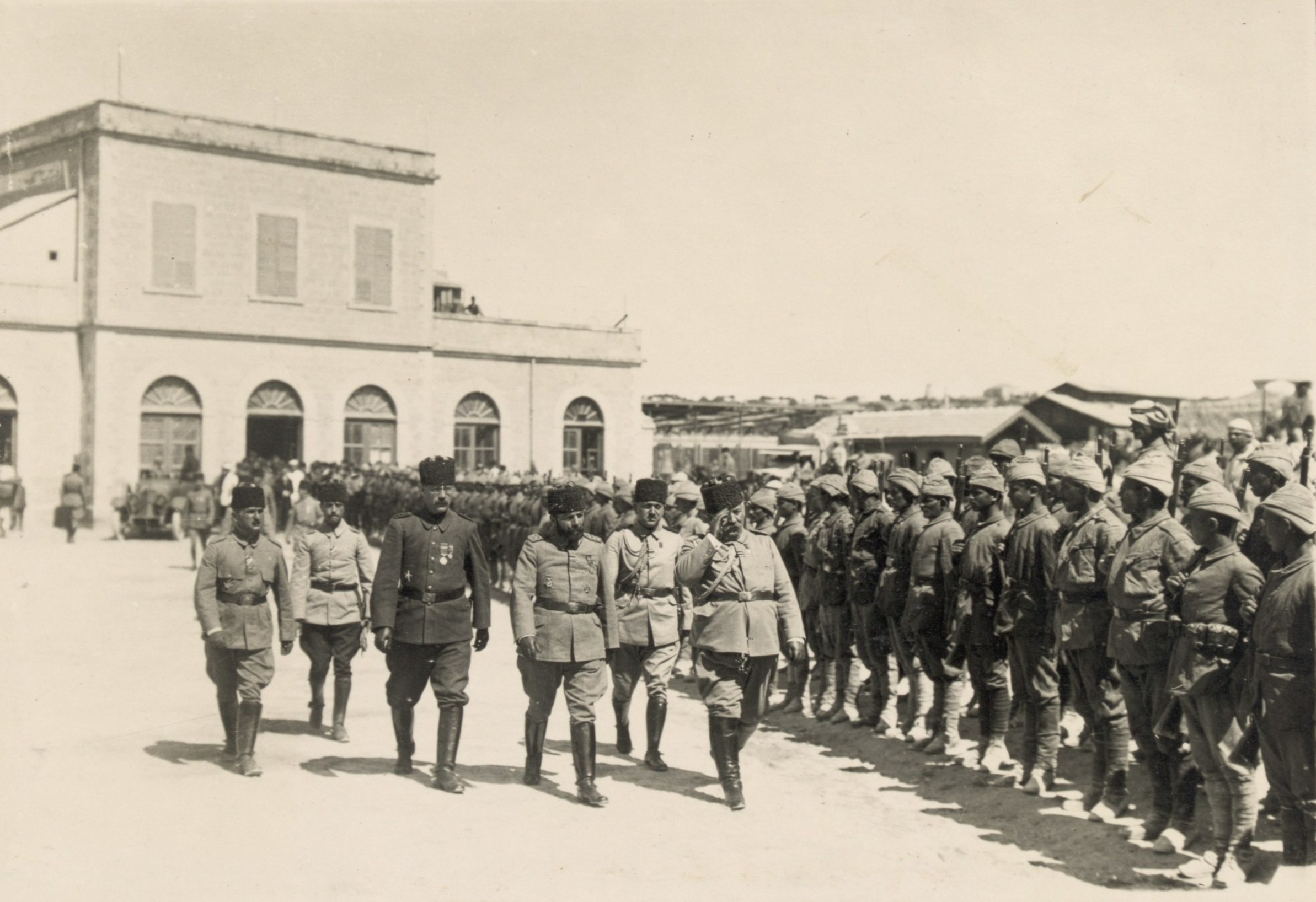
La llegada de Ahmed Izzet Bajá a Jerusalén en 1917.

Nació en Manastır en el seno de una familia albanesa. Su padre era un destacado funcionario de la región. De 1887 a 1890 enseñó estrategia y geografía militar en la Academia Militar otomana; más tarde marchó a Alemania a formarse con Colmar Freiherr von der Goltz, hasta 1894. Por sus méritos en la guerra greco-turca de 1897 ascendió al grado de coronel. En 1908, tras la Revolución de los Jóvenes Turcos, asumió el puesto de jefe del Estado Mayor del imperio. Se opuso a la represión que el ejército de Mahmud Shevket Bajá llevó a cabo contra los civiles a consecuencia de las revueltas albanesas que tuvieron lugar por entonces. Su decidida oposición a las medidas de Mahmud Bajá hicieron que se lo relevase y se lo destinase a Yemen en febrero de 1911.
En enero de 1913, en mitad de la primera guerra balcánica, acababa de regresar de su destino en Yemen y se hizo cargo interinamente del Ministerio de la Guerra, al tiempo que conservaba su puesto de jefe del Estado Mayor.

## Primera Guerra Mundial
Mandó el 3.er Ejército, destinado en el frente del Cáucaso, durante los primeros meses de la Primera Guerra Mundial. En 1916, se lo nombró jefe del 2.º Ejército, también destinado en el Cáucaso, junto al 3.º. En 1917, pasó a mandar el Grupo de Ejércitos de Anatolia, que englobaba al 2.º y 3.er ejércitos. Alcanzó la graduación de mariscal.
Al final de la guerra, se lo nombró presidente del Gobierno que firmó el Armisticio de Mudros. Su periodo al frente del Gobierno fue corto, pero en él representó al país en la firma del armisticio, el 30 de octubre de 1918; con él se puso fin a la participación otomana en la Primera Guerra Mundial. Además de presidir el Consejo de Ministros, desempeñaba simultáneamente el cargo de ministro de Asuntos Exteriores. Se lo destituyó el 8 de noviembre de ese año. Más tarde se lo criticó por haber permitido que los «tres pachás» (Talat Bajá, Enver Bajá y Cemal Bajá, el triunvirato que había dominado el Gobierno durante la guerra) huyesen al extranjero la noche del 2 al 3 de noviembre y, que por lo tanto, no se los pudiese juzgar en los tribunales militares turcos de 1919-1920 por crímenes como el genocidio armenio. El sultán aprovechó el escándalo de la fuga para exigir la dimisión del Gobierno de los miembros del CUP, que Ahmed İzzet rechazó. Dimitió el 11 de noviembre, tras menos de un mes al frente del Ejecutivo. Ahmed İzzet Bajá pasó gran parte de sus veinticinco días de presidencia del Gobierno en cama, aquejado de la Gripe Española de 1918.

## Periodo turco
Después de la disolución del Imperio otomano y la posterior pérdida de su título de bajá tras la fundación de la República de Turquía, Ahmed İzzet tomó el apellido Furgaç en 1934. Falleció el 31 de marzo de 1937 en Estambul.
Sus acciones durante la campaña del Cáucaso han sido duramente criticadas y se consideran una de las razones por las que esta supuso un derrota para los otomanos; su buena reputación militar se debe en realidad a sus victorias durante la posterior guerra de Independencia de Turquía.